# Tonopah (Nevada)
Tonopah – jednostka osadnicza w Stanach Zjednoczonych, w stanie Nevada, stolica hrabstwa Nye. W roku 2000 liczba mieszkańców wyniosła 2 627. Całkowita powierzchnia: 42,0 km² (16,2 mil²). Warto nadmienić, że pomimo lokalnego znaczenia politycznego, miasteczko ma aż dwadzieścia razy mniej mieszkańców i największe w hrabstwie Nye Pahrump.
W miasteczku znajduje się Central Nevada Museum.

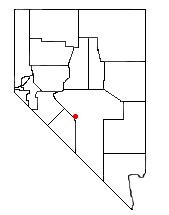
Tonopah